# Shattuara I
Shattuara I (fl. XIV-XIII secolo a.C.) è stato un re dello stato di Mitanni vissuto a cavallo tra il XIV ed il XIII secolo a.C..
Un'iscrizione di Addu-Nirari I (circa 1305 a.C. - 1274 a.C.) riporta come il re Shattuara di Mitanni si fosse ribellato ed avesse commesso atti ostili nei confronti dell'Assiria.

Le fonti che abbiamo a disposizione non chiariscono quali legami vi fossero tra questo sovrano e la dinastia che aveva retto Mitanni nel XIV secolo a.C., fondata dal re Barattarna.

Secondo alcuni storici Shuttuara potrebbe essere stato un figlio di Artatama e quindi rivale di Shattiwaza, secondo quanto riportato dal testo del trattato tra lo stesso Shattiwaza ed il re ittita Šuppiluliuma I.

Addu-Nirari I afferma di aver catturato il re Shattuara e di averlo trascinato prigioniero ad Assur dove dovette fare atto di vassallaggio. In seguito gli fu permesso di tornare a Mitanni in cambio del regolare pagamento di un tributo.

Se l'ipotesi che Shattuara fosse un figlio di Artatama II è corretta ciò potrebbe indicare la perdita del controllo del Mitanni da parte degli ittiti in un periodo non identificabile posteriore al regno di Suppiluliuma I a vantaggio dell'influenza assira sulla regione.